# 民主公義協會
民主公義協會（英語：Association for Democracy and Justice）是於1980年代中活躍於香港政界的自由主義政治組織，香港民主民生協進會的前身。協會於《中英聯合聲明》簽訂後的1985年成立，目標是準備未來的議會選舉中競逐多個公職，通過喚起香港人對全港範圍選舉的政治意識，以至達成社會機會平等，自由、民主、公平。組織成員包括勞工組織、工會及宗教界人士，大多數是香港基督教工業委員會的成員，當中知名人士包括基督教工委會成員陳立僑、劉千石、盧龍光。